# Hydrochasma viridum
Hydrochasma viridum (лат.) — вид мух-береговушек рода Hydrochasma из подсемейства Gymnomyzinae (Ephydridae). Встречаются в Южной Америке: эндемик Гайаны.

## Описание
Мелкие двукрылые насекомые, длина от 1,25 до 1,45 мм; серовато-коричневого цвета; усики черновато-серые; 1-4-й тергиты зеленовато-серые, субблестящие. Мезонотум с металлическим зелёным отблеском. Голени серые, задняя голень вооружена вентроапикальной длинной шпоровидной сетой. Максиллярные щупальцы апикально жёлтые. Глаза овальные, крупные. На лице один ряд латеральных щетинок; фронто-орбитальные сеты на лбу отсутствуют. Усиковые бороздки резко отграничены с вентральной стороны. Щеки широкие. Нотоплеврон груди покрыт микросетами в дополнение к двум крупным щетинкам. Супрааларные пре- и постшовные щетинки, а также акростихальные сеты хорошо развиты. Латеральные части брюшка со светлыми участками (беловато-серыми). Крылья прозрачные, блестящие. Вид был впервые описан в 2013 году американским диптерологом Вейном Мэтисом (Wayne N. Mathis; Department of Entomology, Smithsonian Institution, Washington, D.C., США) и польским энтомологом Тадеушем Затварницким (Tadeusz Zatwarnicki, Department of Biosystematics, Opole University, Ополе, Польша) и назван по особенностям окраски (viridum). Сходен с видом Hydrochasma patens, отличаясь строением гениталий самца и зеленоватой окраской, уникальной среди группы faciale group.